# Reli Football Club
Le Reli Football Club est un club kenyan de football.

## Palmarès
- Coupe du Kenya
  - Finaliste : 1996